# Benneckscher Hof

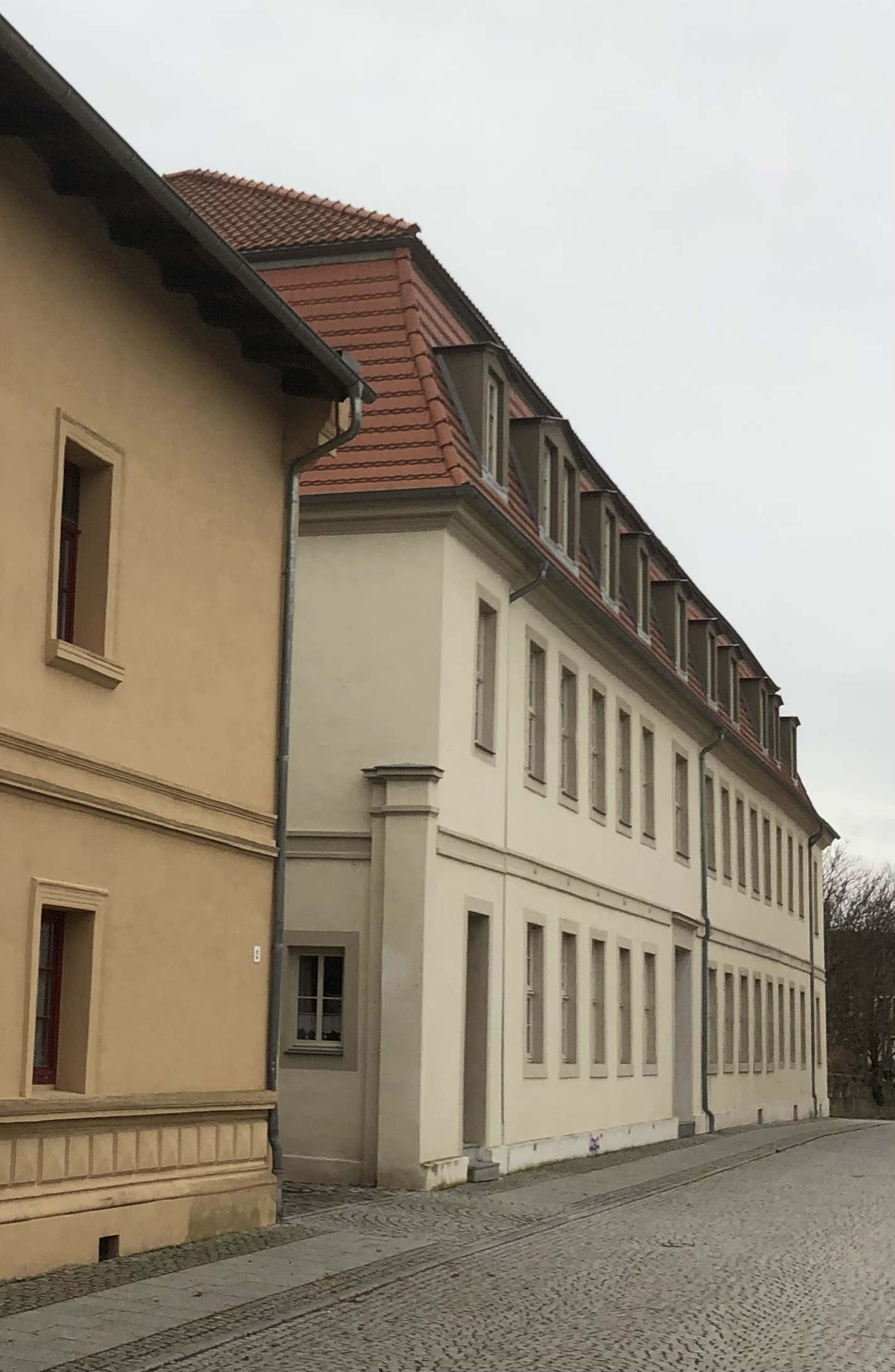
Bennecksches Gutshaus, 2023

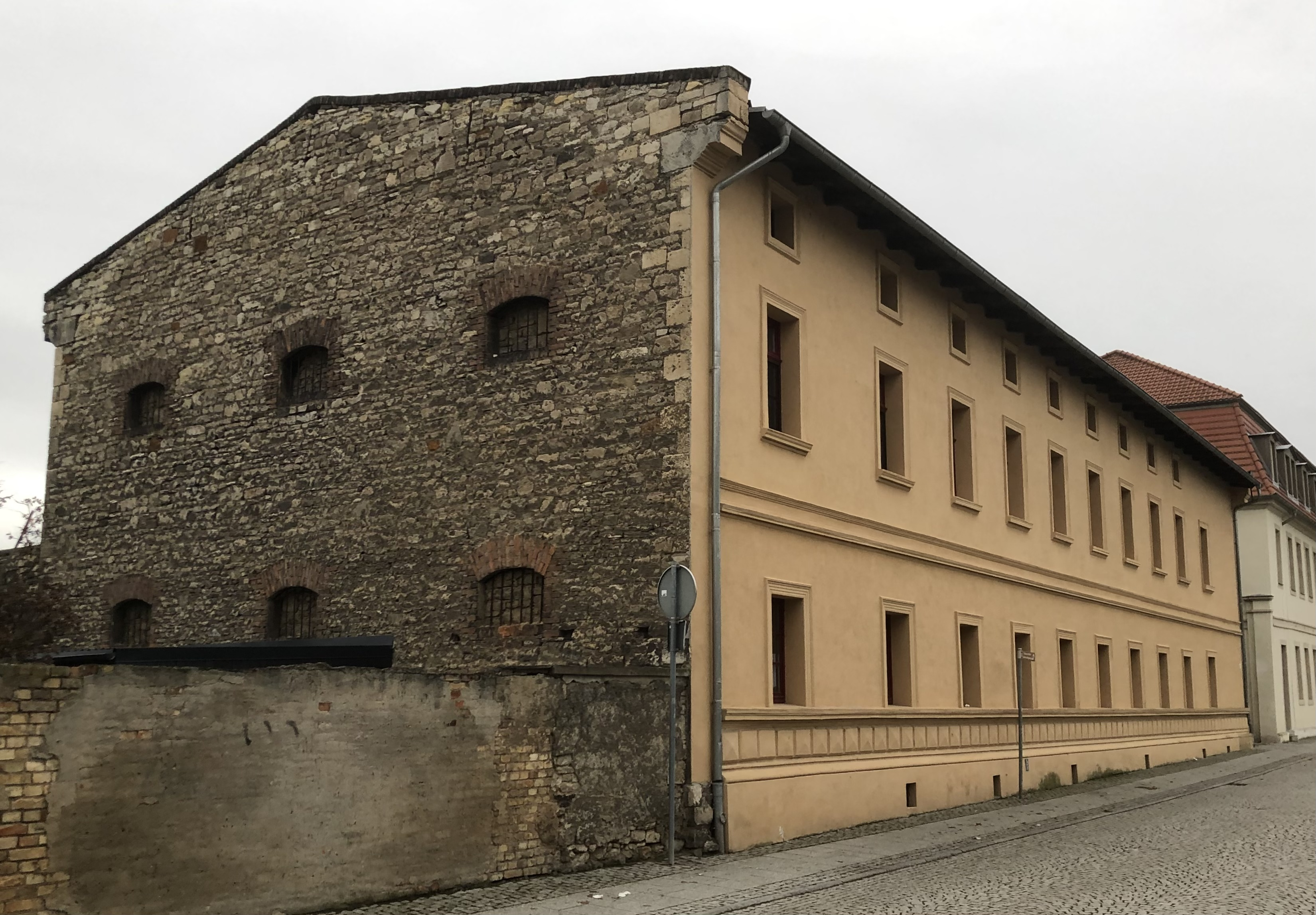
Gesindehaus

Der Bennecksche Hof, auch von Schladensches Haus, ist ein denkmalgeschützter Gutshof in Staßfurt in Sachsen-Anhalt.

## Lage
Das Gutshof befindet sich im Stadtzentrum von Staßfurt auf der Südseite der Pestalozzistraße an der Adresse Pestalozzistraße 2.

## Architektur und Geschichte
Der große zweigeschossige Bau des Gutshauses entstand im Stil des Barocks und trug zunächst die Bezeichnung als Stadtpalais von Schladen/Hackeborn. Die Fassade ist 16-achsig ausgeführt. Bedeckt wird das Gebäude von einem Mansardwalmdach. Östlich steht, ebenfalls traufständig zur Straße ausgerichtet, das zweieinhalbgeschossige Gesindehaus. Dieser gleichfalls verputzte Bau entstand im 19. Jahrhundert. Eine ursprünglich bestehende Putzquaderung im Stil des Klassizismus sowie Gesimse und Diamantfriese sind in Fragmenten erhalten geblieben. Die Zimmer des sogenannten Mittelganghauses werden durch einen Mittelgang erschlossen.
Im örtlichen Denkmalverzeichnis ist der Gutshof unter der Erfassungsnummer 094 96445 als Baudenkmal verzeichnet.